# متحف مكثر
متحف مكثر هو متحف تونسي يقع في الموقع الأثري بمكثر في مدينة مكثر أو قديما مكتريس، وافتتح في 1967.

## تاريخ
في البداية كان متحف بسيطا يستعمل بناية شيدت لتكون مقهى في مكان مرابط سابق، وكان يتكون من ثلاثة قاعات بينما بعض الآثار تعرض في الخارج في حديقة مصقلة. وراء المتحف توجد بقايا بازيليك. المجموعات الأثرية التي وجدت أثناء الحفريات في الموقع الأثري وضواحيه، تسرد تاريخ تونس من الحقبة القرطاجية (البونية) والنوميدية حتى نهاية التاريخ القديم، إضافة إلى آثار مسيحية ترجع للحقبة البيزنطية.

## القطع البونية والبونية الجديدة

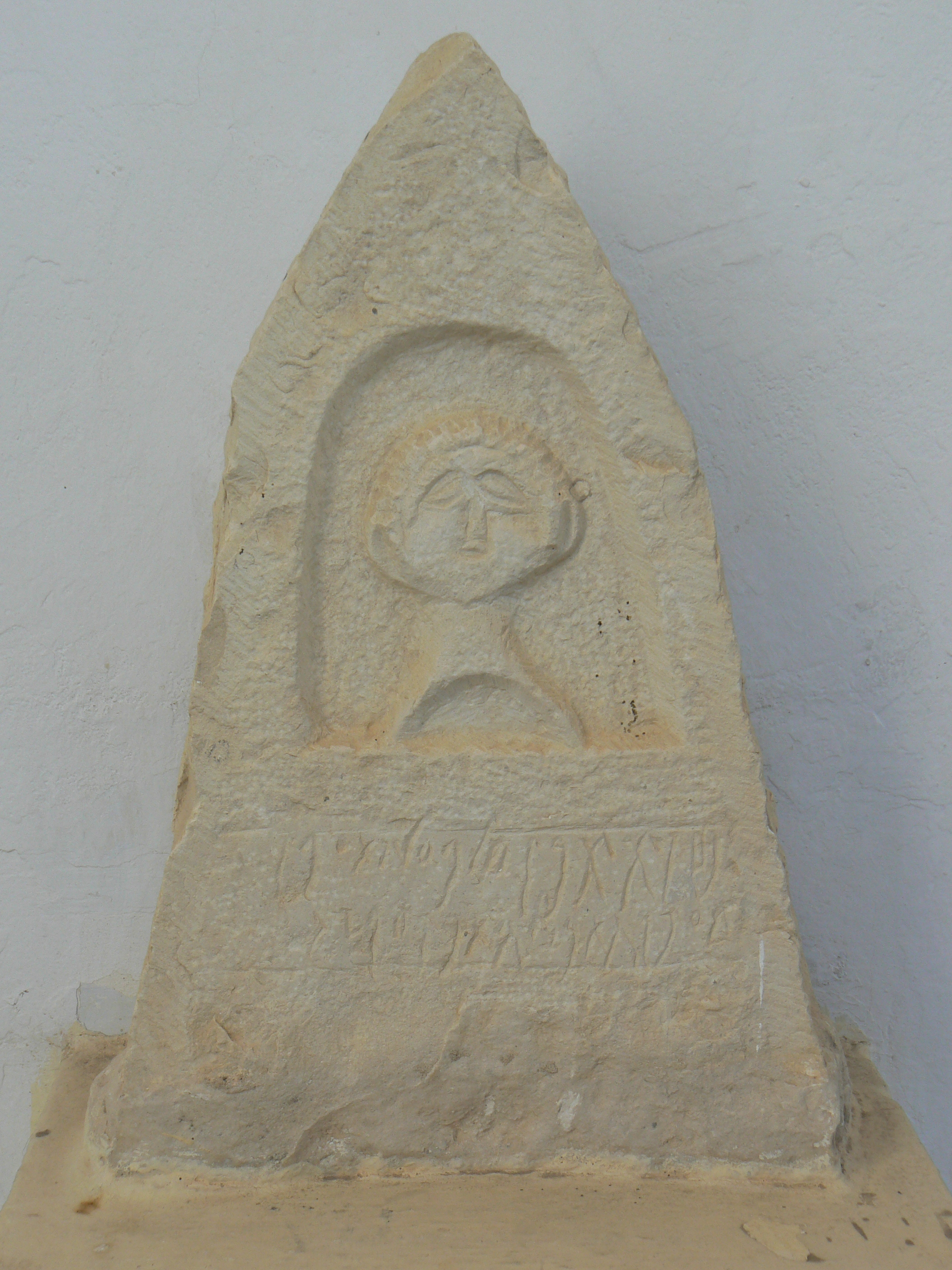
لوحة حجرية لوبية وبونية بنحت بسيط وكتابات.

## القطع الرومانية

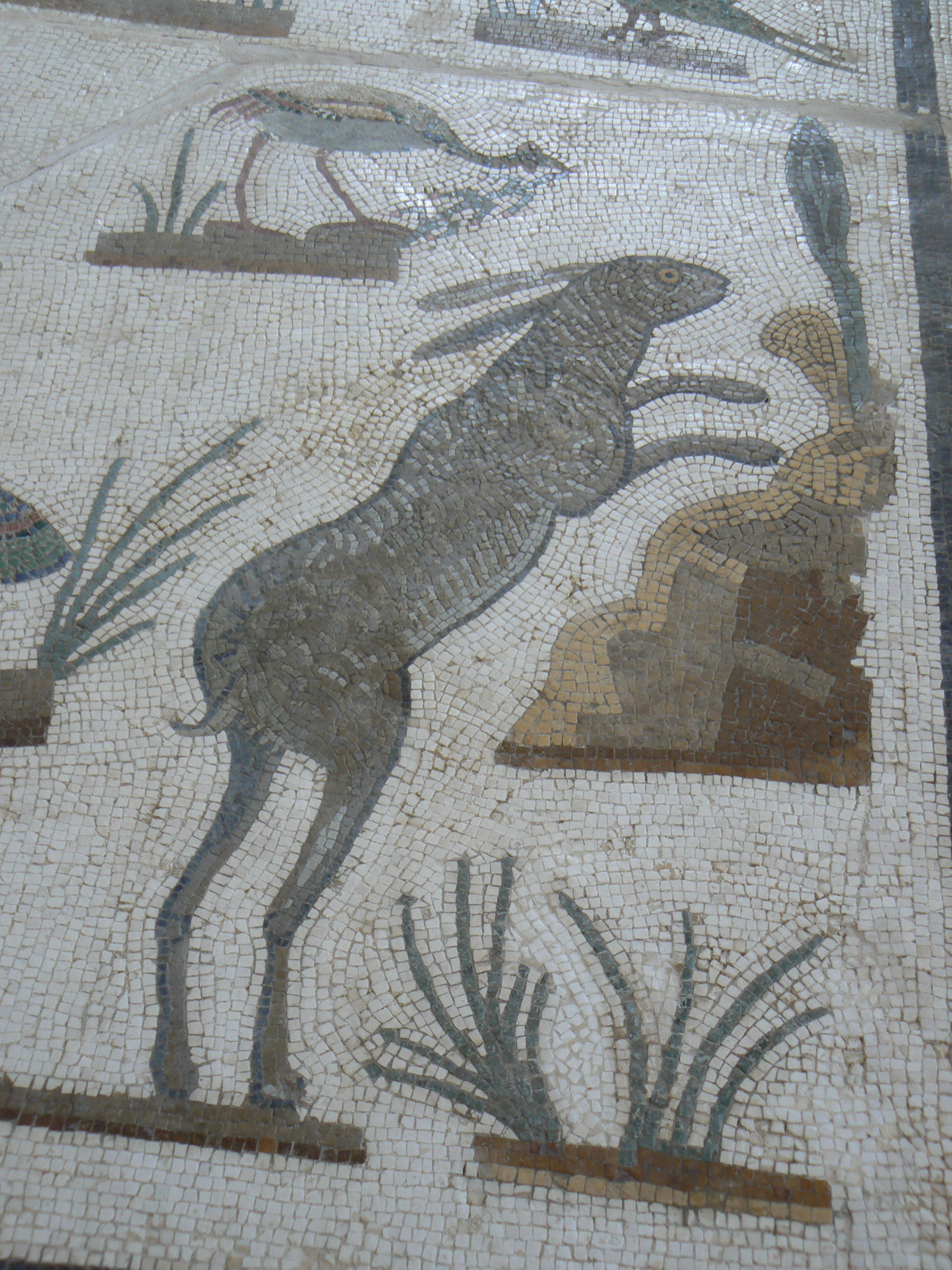
تفاصيل فسيفساء حيوانية (أرنب تقفز).
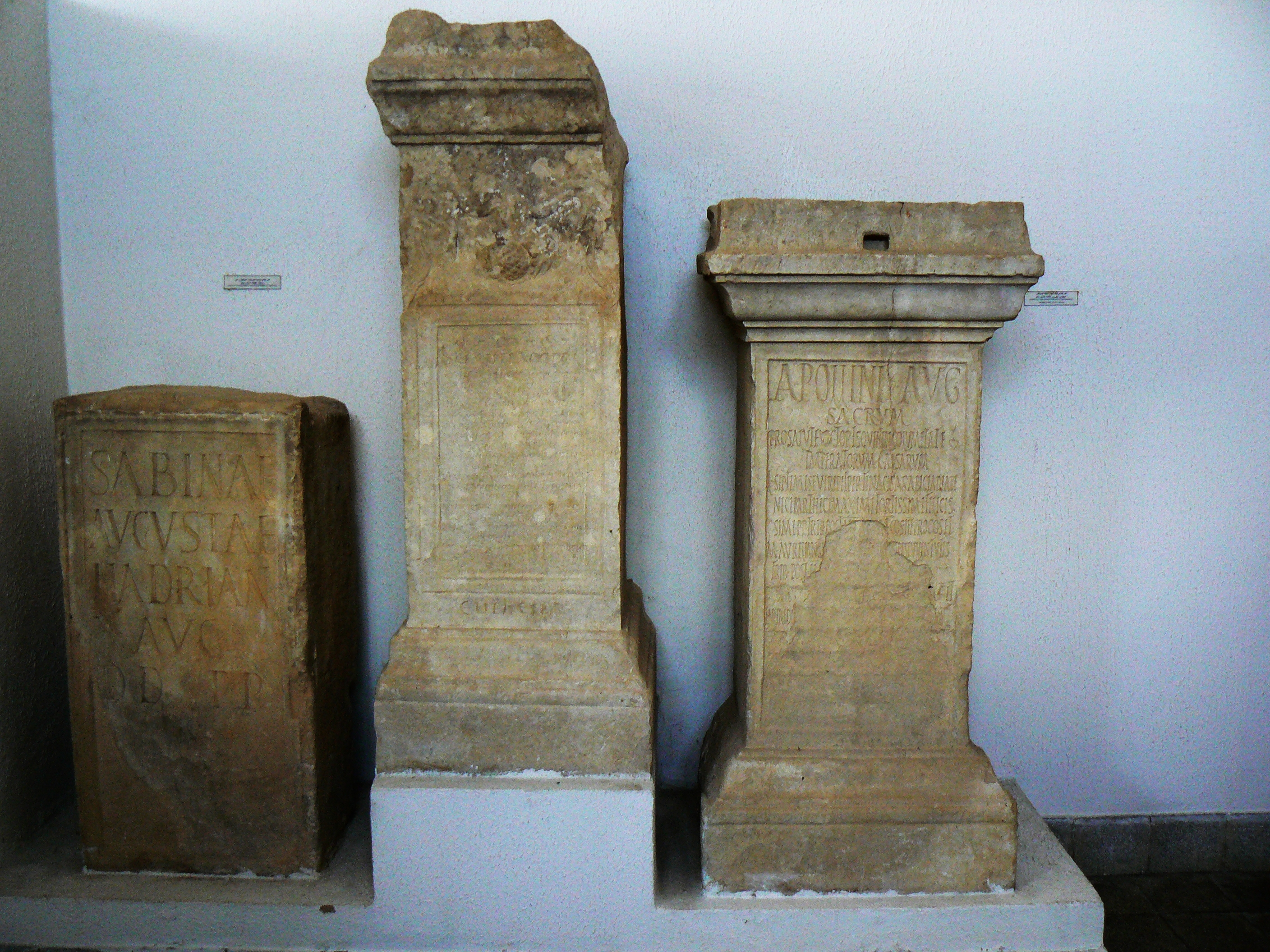
قواعد أعمدة.
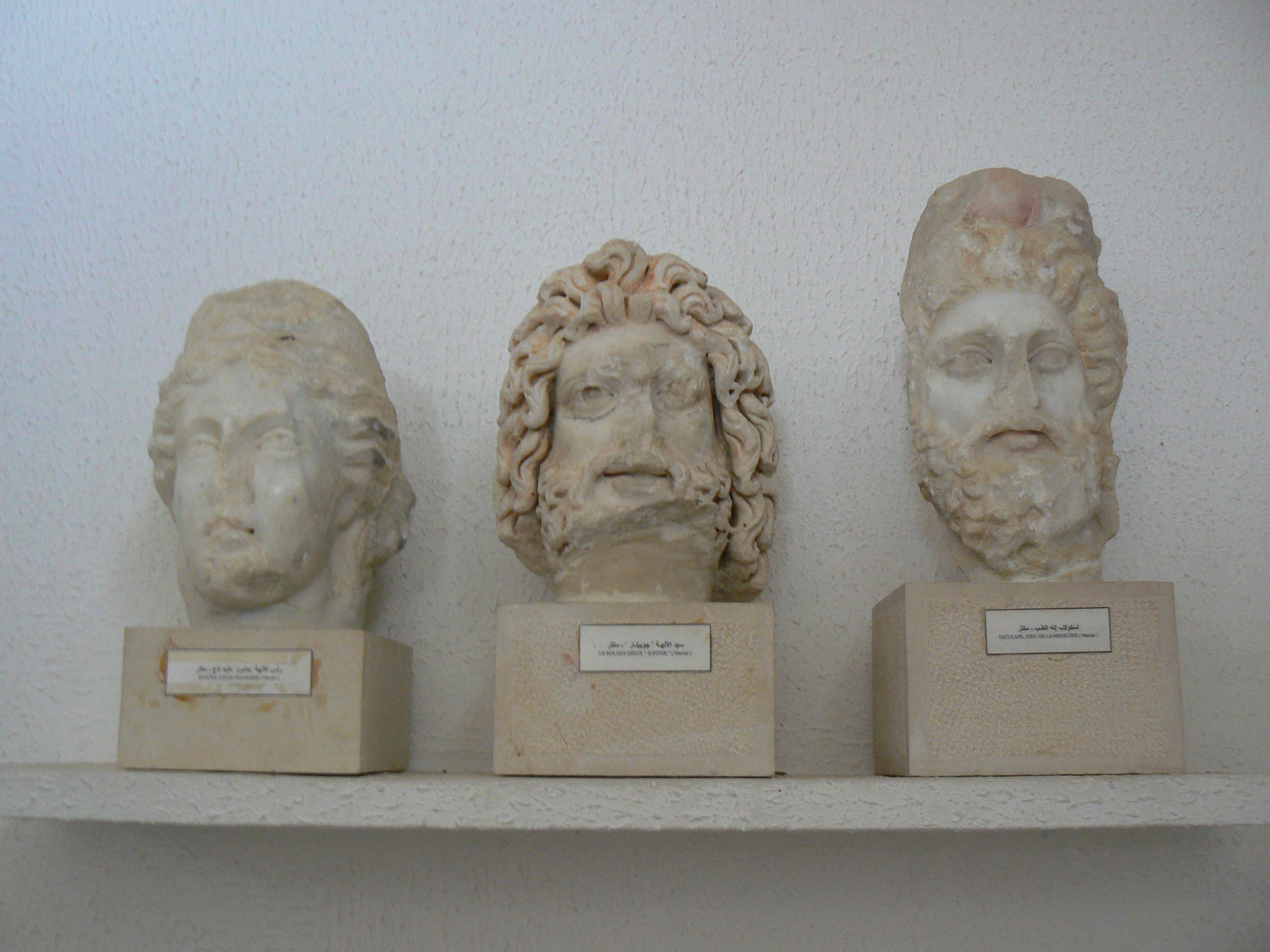
رؤوس أباطرة وأسقليبيوس.
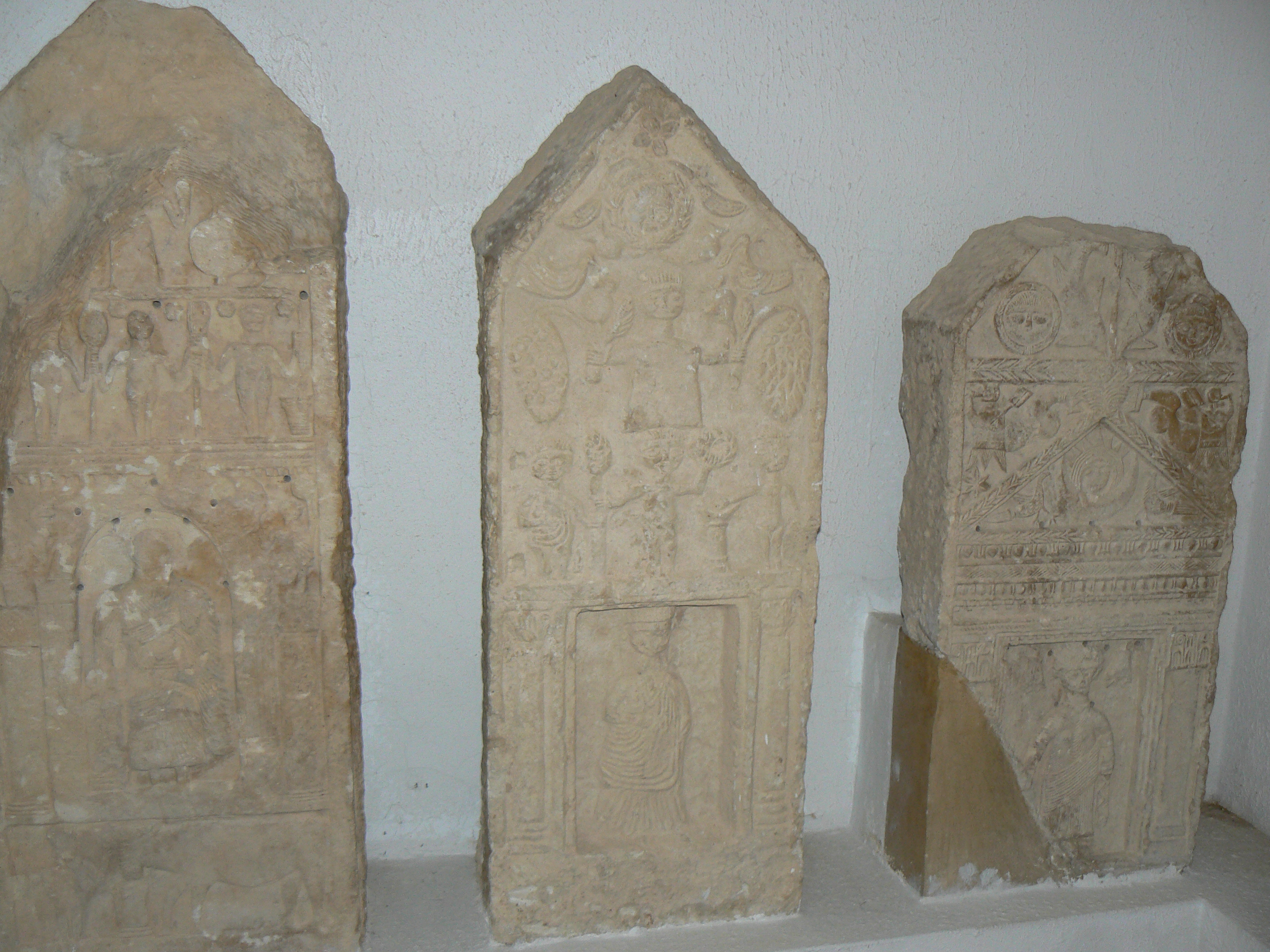
لوحات حجرية من نوع الغرف.
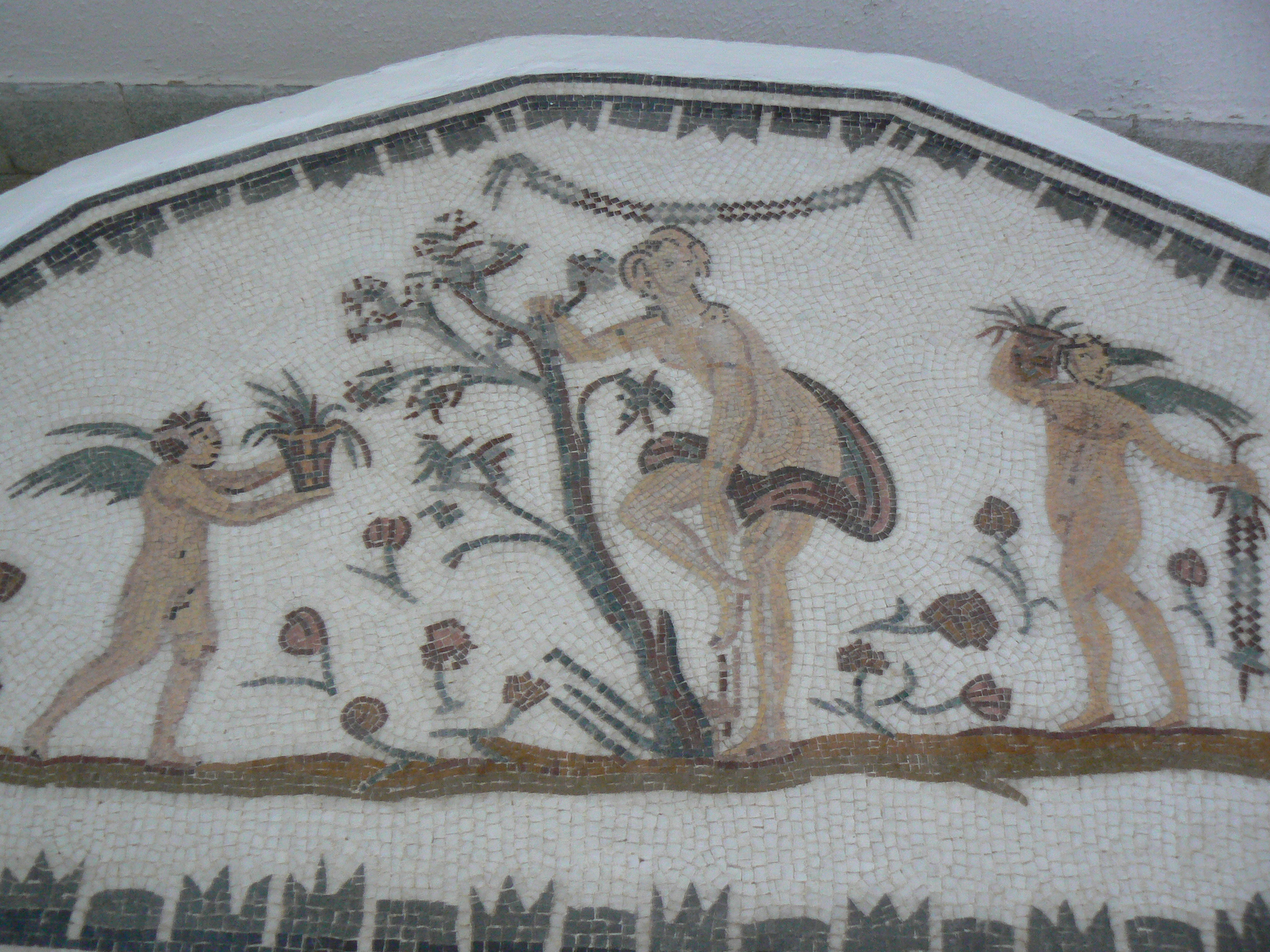
فسيفساء «فينوس في الحمام»

## القطع المسيحية المبكرة والبيزنطية

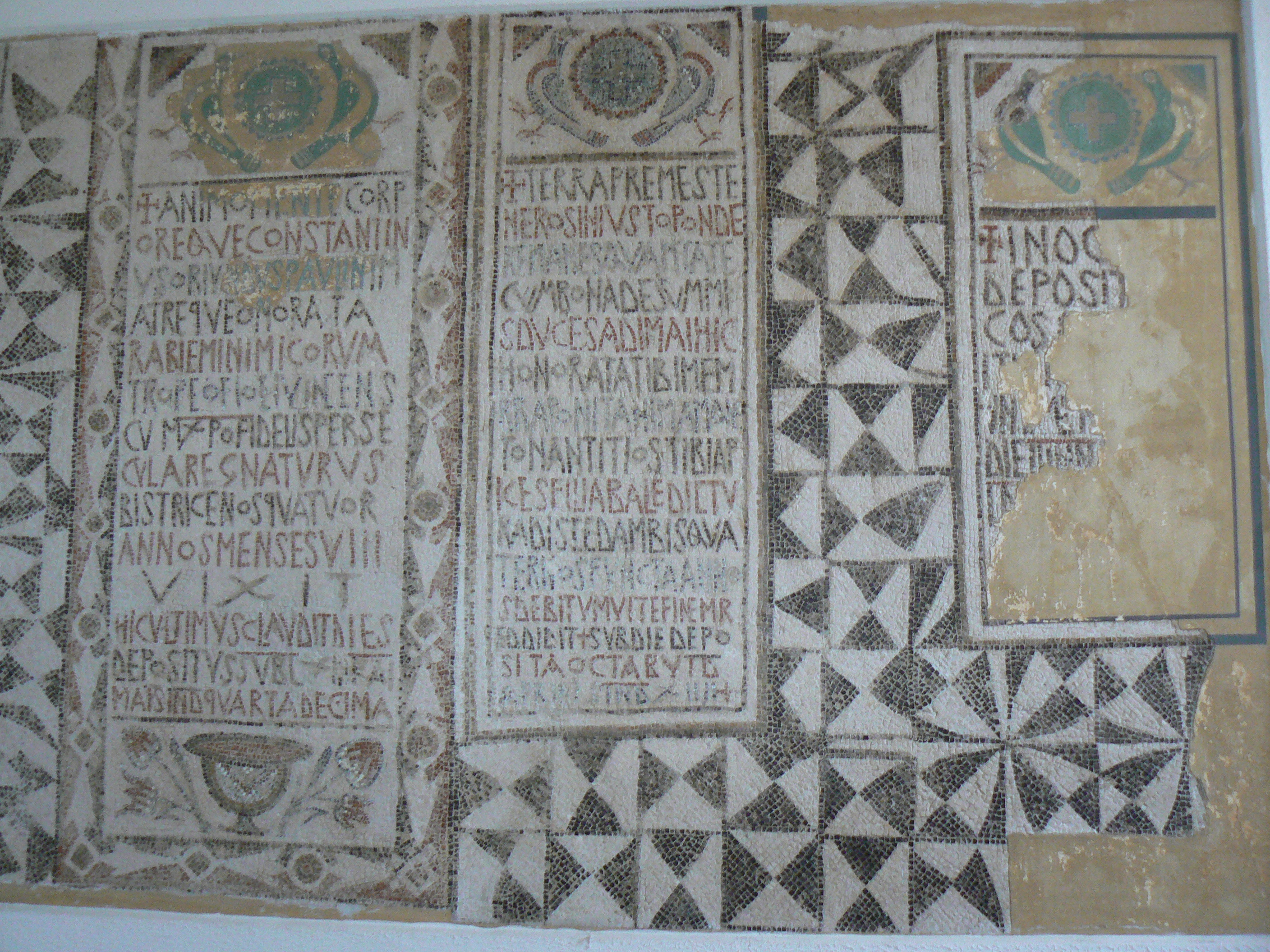
لوحات فسيفسائية مسيحية في المتحف.
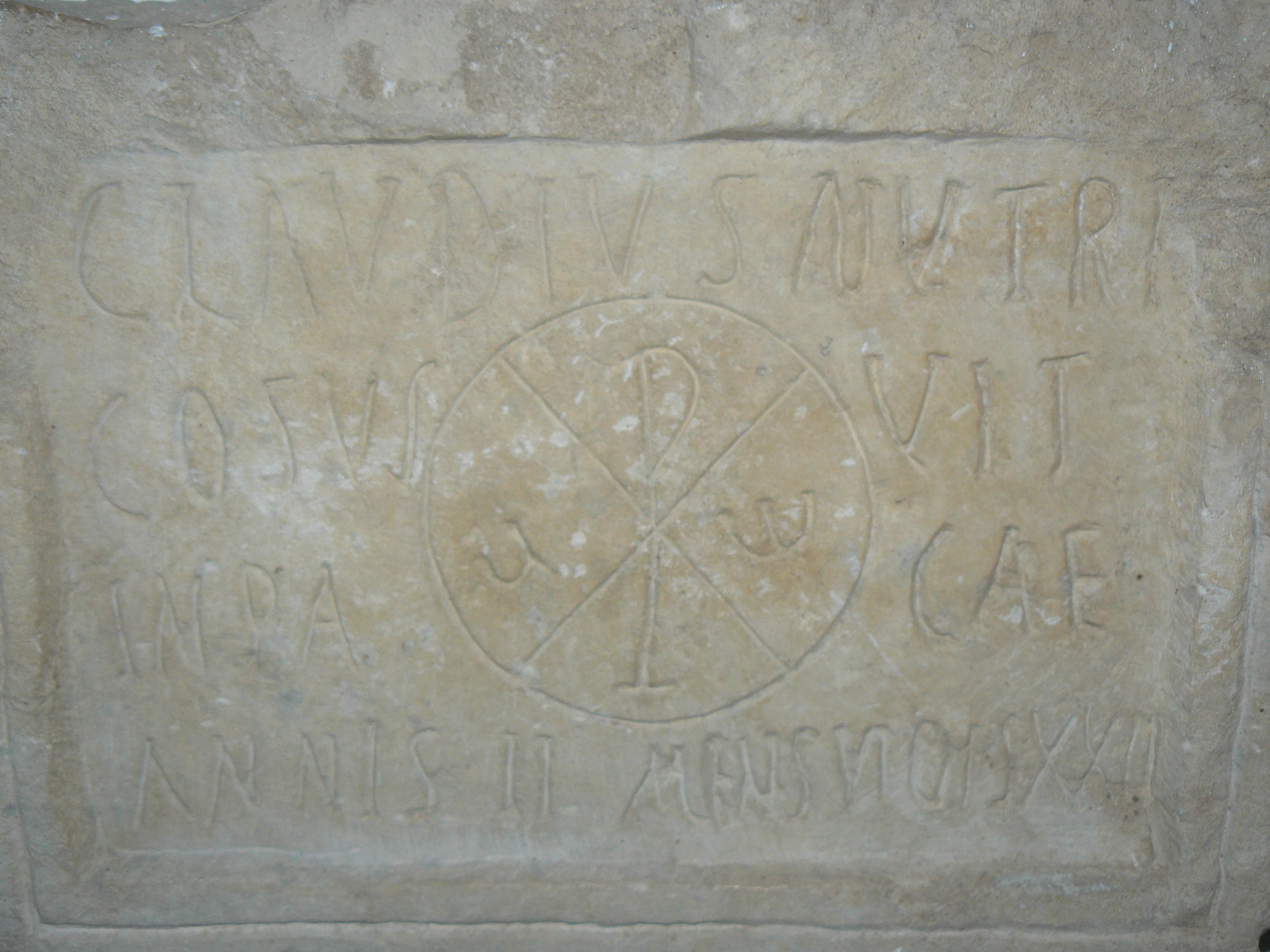
لوحة حجرية مسيحية.
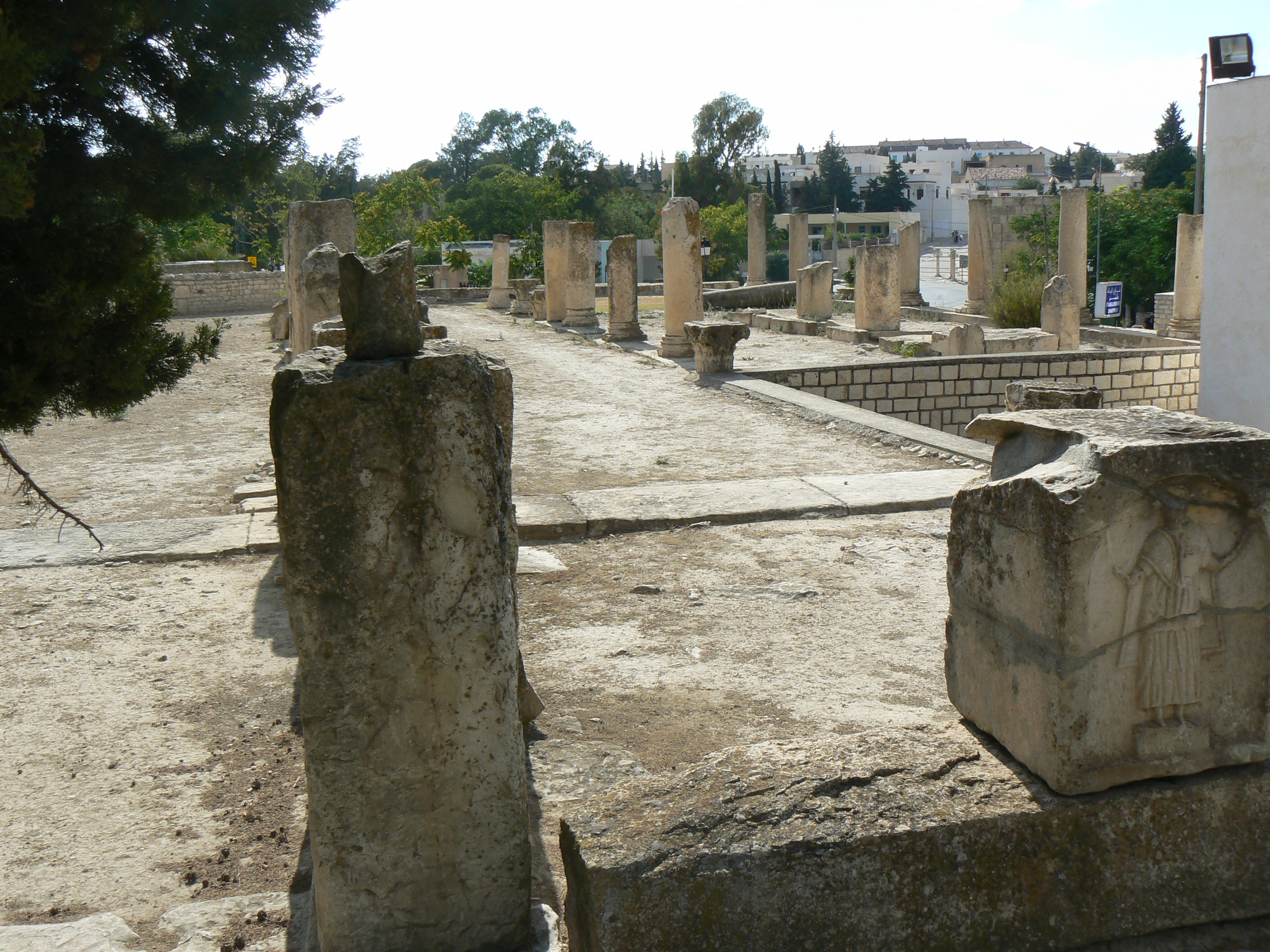
بقايا بازيليك Rutilius وراء المتحف.
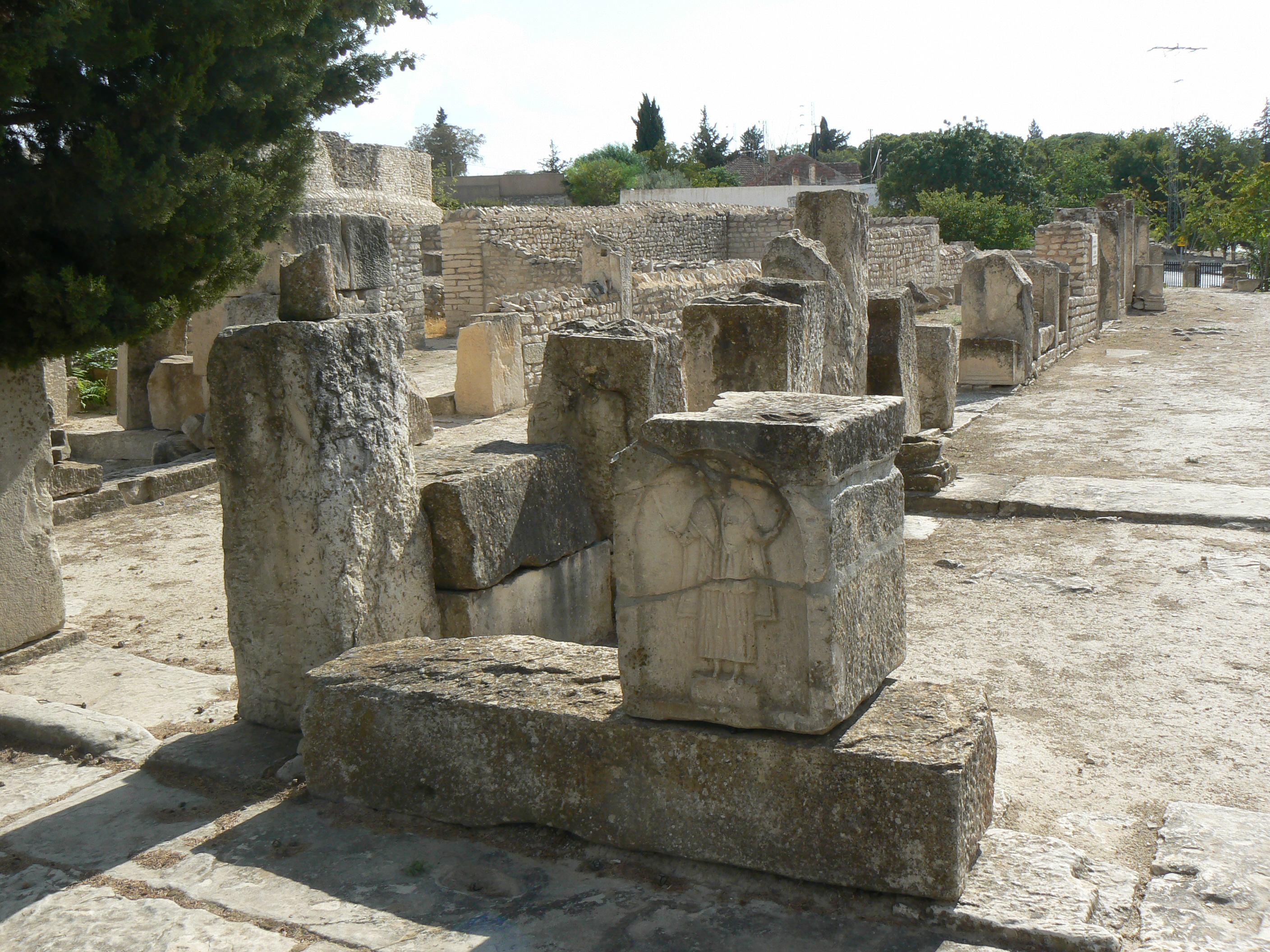
بقايا بازيليك Rutilius وراء المتحف.

## مقالات ذات صلة
- الموقع الأثري بمكثر
- حضارة قرطاجية
- أفريقيا الرومانية